# Lush Life (Zara-Larsson-Lied)
Lush Life (englisch für „üppiges Leben“) ist ein Lied der schwedischen Sängerin Zara Larsson. Es wurde am 5. Juni 2015 veröffentlicht und erreichte in Deutschland, Österreich und der Schweiz die Top 5 der jeweiligen Singlecharts.

## Musikalisches und Inhalt
Lush Life ist im Viervierteltakt geschrieben und besitzt ein Tempo von 98 Schlägen pro Minute. Bei dem in B-Dur geschriebenen Song reicht Larssons Stimmumfang von G3 bis B♭4. Inhaltlich behandelt Lush Life einen unbeschwerten Sommer, das Lyrische Ich genießt die Freiheit und die Leichtigkeit.
| “I live my day as if it was the last. Live my day as if there was no past. Doin’ it all night, all summer. Doin’ it the way I wanna.” – Refrain, Originalauszug | „Ich lebe meinen Tag, als wenn’s der letzte wäre. Lebe meinen Tag, als gäb es keine Vergangenheit. Tu es die ganze Nacht, den ganzen Sommer. Tu es, wie ich es will.“ – Refrain, deutsche Übersetzung |

## Kritiken

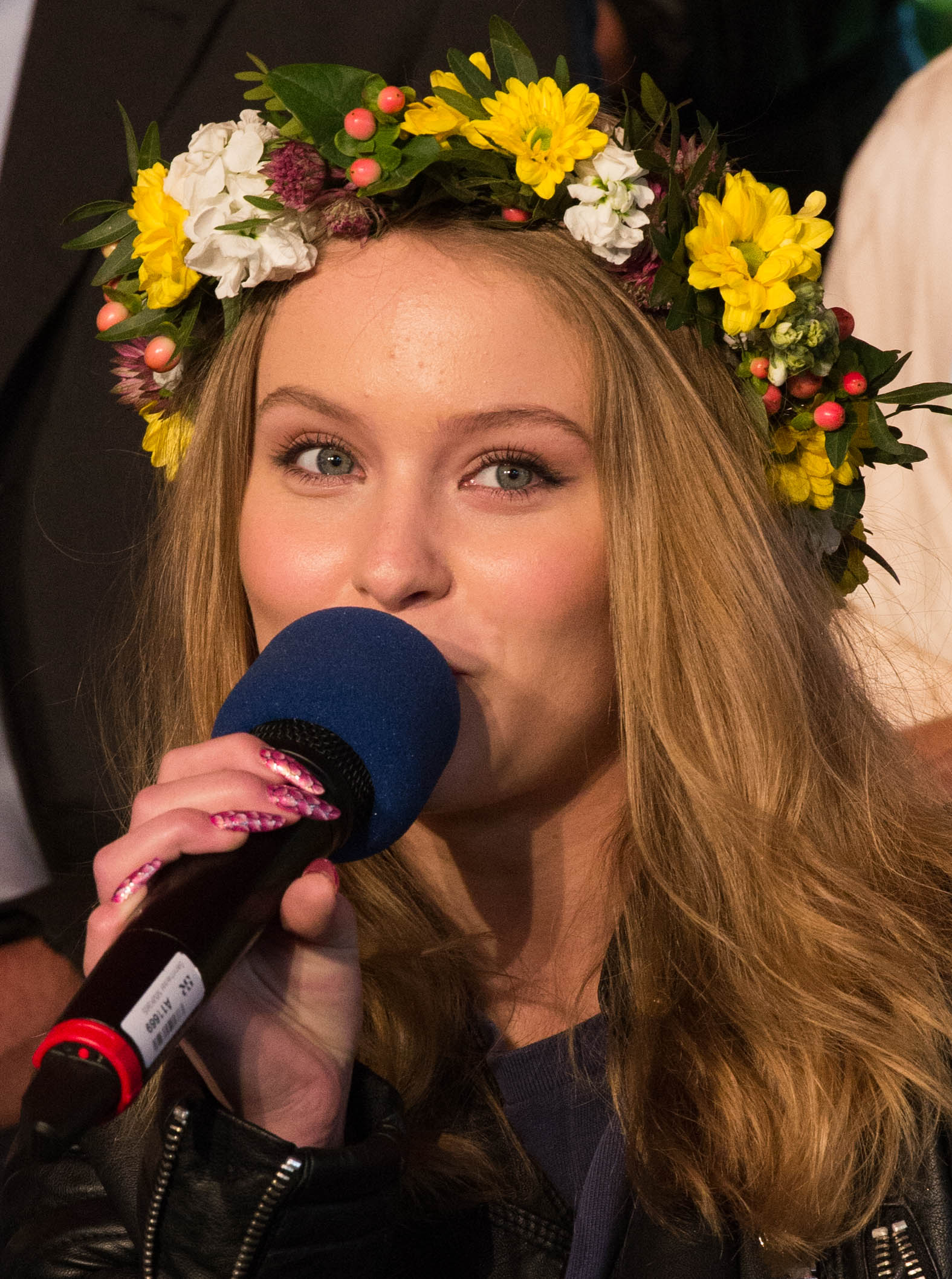
Zara Larsson in Sommarpratarna

Fiete Oberkalkofen von 1 Live verglich Larsson mit Rihanna und beschrieb Lush Life als „Cheesy Electro-Pop aus Schweden in einem leichten sonnigen Gewand.“ Jan Stremmel von der Süddeutschen Zeitung bezeichnet den Song als „hübscher Hubba-Bubba-Hit mit irgendwie karibisch klingenden Versatzstücken“ und „nett“, findet aber auch, dass Larsson in dem Song exakt wie Rihanna klingt.

## Kommerzieller Erfolg
In die schwedischen Singlecharts stieg Lush Life kurz nach Erstveröffentlichung am 12. Juni 2015 auf Platz 22 ein. In der siebten Chartwoche erreichte das Lied erstmals Platz 1 und wurde dadurch Larssons zweiter Nummer-eins-Hit in ihrem Heimatland. Lush Life konnte fünf Wochen die Spitzenposition behaupten und verbrachte insgesamt 13 Wochen in den Top 10. Für über 200.000 verkaufte Exemplare wurde der Song in Schweden mit Fünffachplatin ausgezeichnet. Ab Ende Juli stieg der Song auch in die norwegischen Singlecharts ein. Mit Platz 2 verpasste er dort nur knapp die Spitzenplatzierung. Zeitgleich mit Norwegen verbuchte Lush Life auch den Einstieg in die dänischen Singlecharts, in denen ebenfalls als beste Platzierung Platz 2 erreicht wurde. Beflügelt durch die Charterfolge in Skandinavien wurde Lush Life auch auf dem europäischen Festland bekannt. Die erste Notierung des Liedes in den deutschen Musikcharts stammt vom 2. Oktober 2015. Im Laufe der Chartwochen konnte das Lied immer weiter steigen, bis es schließlich am 27. November 2015 mit Platz 4 seine Höchstplatzierung erreichte. Diese Platzierung konnte mit Unterbrechung zwei Wochen gehalten werden. 10 Wochen verbrachte Lush Life insgesamt in den Top 10 in Deutschland, für über 800.000 verkaufte Exemplare wurde das Lied vom Bundesverband Musikindustrie mit Doppel-Platin ausgezeichnet. In die Schweizer Hitparade platzierte sich der Song ebenfalls ab Mitte Oktober, Platz 3 war die beste Platzierung für ihn dort. In den Ö3 Austria Top 40 konnte sich der Song erst ab November 2015 platzieren, auch hier sprang, wie in Deutschland, als beste Platzierung Platz 4 hervor. Für Zara Larsson waren dies jeweils die ersten Chartplatzierungen in Deutschland, Österreich und der Schweiz. Weitere Top-10-Platzierungen in Europa gelangen in Belgien (Flandern Platz 2), Finnland (Platz 6), den Niederlanden (Platz 3) und Spanien (Platz 9).
Im englischsprachigen Raum konnte Lush Life erst ab Anfang 2016 Erfolge verbuchen. Auf Grund des Charterfolges von Larssons Nachfolgesingle Never Forget You in diesen Ländern wurde die eigentliche Vorgängersingle Lush Life ebenfalls bekannter. In den britischen Singlecharts stieg der Song am 14. Januar 2016 auf Platz 88 ein und erreichte in der siebten Chartwoche die Top 10. Für über 400.000 Verkäufe wurde das Lied von der British Phonographic Industry mit einer goldenen Schallplatte ausgezeichnet. In Australien und Neuseeland chartete Lush Life ebenfalls ab Anfang 2016 und erreichte inzwischen die Top 10. In den Vereinigten Staaten erreichte Lush Life in den Billboard Hot 100 Platz 75.

### Chartplatzierungen
| ChartsChartplatzierungen       | Höchstplatzierung | Wochen |
| ------------------------------ | ----------------- | ------ |
| Deutschland (GfK)              | 4 (48 Wo.)        | 48     |
| Österreich (Ö3)                | 4 (34 Wo.)        | 34     |
| Schweden (GLF)                 | 1 (89 Wo.)        | 89     |
| Schweiz (IFPI)                 | 3 (48 Wo.)        | 48     |
| Vereinigte Staaten (Billboard) | 75 (3 Wo.)        | 3      |
| Vereinigtes Königreich (OCC)   | 3 (56 Wo.)        | 56     |

| ChartsJahrescharts (2015) | Platzierung |
| ------------------------- | ----------- |
| Deutschland (GfK)         | 56          |
| Schweden (GLF)            | 11          |

| ChartsJahrescharts (2016)    | Platzierung |
| ---------------------------- | ----------- |
| Deutschland (GfK)            | 54          |
| Österreich (Ö3)              | 59          |
| Schweden (GLF)               | 42          |
| Schweiz (IFPI)               | 22          |
| Vereinigtes Königreich (OCC) | 6           |

| ChartsJahrescharts (2010–2019) | Platzierung |
| ------------------------------ | ----------- |
| Vereinigtes Königreich (OCC)   | 63          |

### Auszeichnungen für Musikverkäufe
| Land/Region                  | Auszeichnungen für Musikverkäufe (Land/Region, Auszeichnung, Verkäufe) | Verkäufe  |
| ---------------------------- | ---------------------------------------------------------------------- | --------- |
| Australien (ARIA)            | 5× Platin                                                              | 350.000   |
| Belgien (BRMA)               | Platin                                                                 | 30.000    |
| Brasilien (PMB)              | 3× Platin                                                              | 120.000   |
| Dänemark (IFPI)              | 4× Platin                                                              | 360.000   |
| Deutschland (BVMI)           | 2× Platin                                                              | 800.000   |
| Frankreich (SNEP)            | Diamant                                                                | 233.333   |
| Italien (FIMI)               | 3× Platin                                                              | 150.000   |
| Kanada (MC)                  | 5× Platin                                                              | 400.000   |
| Mexiko (AMPROFON)            | 5× Gold                                                                | 150.000   |
| Neuseeland (RMNZ)            | 5× Platin                                                              | 150.000   |
| Niederlande (NVPI)           | Platin                                                                 | 30.000    |
| Norwegen (IFPI)              | 4× Platin                                                              | 240.000   |
| Österreich (IFPI)            | Platin                                                                 | 30.000    |
| Polen (ZPAV)                 | Diamant                                                                | 100.000   |
| Portugal (AFP)               | Gold                                                                   | 5.000     |
| Schweden (IFPI)              | 10× Platin                                                             | 400.000   |
| Schweiz (IFPI)               | 2× Platin                                                              | 40.000    |
| Spanien (Promusicae)         | 3× Platin                                                              | 180.000   |
| Vereinigte Staaten (RIAA)    | Platin                                                                 | 1.000.000 |
| Vereinigtes Königreich (BPI) | 4× Platin                                                              | 2.400.000 |
| Insgesamt                    | 2× Gold · 56× Platin · 2× Diamant ·                                    | 7.168.333 |

Hauptartikel: Zara Larsson/Auszeichnungen für Musikverkäufe

## Formate
Download
1. Lush Life – 3:21

CD-Single (Deutschland, Österreich, Schweiz)
1. Lush Life – 3:22
2. Lush Life (Alex Adair Remix) – 3:34

Remixes – EP
1. Lush Life (Alex Adair Remix) – 3:34
2. Lush Life (Zac Samuel Remix) – 5:17